# Língua okanagan
Okanagan, ou Colville-Okanagan, é uma língua salishe que cresceu entre os povos nativos da região do Interior Plateau do sul da Columbia Britânica, Sua base inicial foi a bacia do rio Okanagan e do rio Columbia antes da existência dos países Canadá e Estados Unidos. Após a colonização britânica, americana e canadense durante o século XIX e a subsequente repressão de todas as línguas salishanas, o uso de Colville-Okanagan diminuiu drasticamente.

## História e características
Historicamente, Colville-Okanagan originou-se de uma língua que foi falada na bacia do rio Columbia (Colômbia Bacia do rio de Colômbia), a qual é hoje nomeado Salishe Proto Sul Interior. Em consequência da expansão inicial de Colville-Okanagan antes dos contatos com europeus, a língua desenvolveu três dialetos separados: Colville, Okanagan, e Lagos. Há um baixo grau de divergência dialética em termos de vocabulário e gramática. A variação é principalmente na pronúncia.
A grande maioria das palavras de Colville-Okanagan são do Proto-Salish ou de Proto-Interior. Um número de palavras de Colville-Okanagan é compartilhado ou tomado emprestado das línguas vizinhas do Salishe, de línguas de Sahaptian e de Kutenai. Os empréstimos de palavra mais recentes são do inglês e francês. Colville-Okanagan era uma forma exclusivamente oral de comunicação até o final do século XIX, quando sacerdotes e linguistas começaram a transcrever a linguagem em listas de palavras, dicionários, gramáticas e traduções. Colville-Okanagan é atualmente escrita no alfabeto latino usando o chamado “American Phonetic Alphabet”.
Na própria língua Colville-Okanagan, ela é conhecida como nsəlxcin ou nsyilxcn. Os falantes de "nsəlxcin" ocuparam a parcela do norte da bacia do Colômbia: do rio Methow no oeste, do lago Kootenay no leste e ao norte ao longo do rio de Columbia e dos lagos Arrow. Em Colville-Okanagan todas as tribos falantes  nsyilxcn  são agrupadas sob a etiqueta étnica  syilx . Colville-Okanagan é a língua de herança das Tribos Indígenas “Lower Similkameen”, “Upper Similkameen”, “Primeira Nação Westbank”, “ Osoyoos”, “Penticton”, “Okanagan”, “Upper Nicola Indian Band”, “Colville”, “Sanpoil”, “Sinixt Lagos”, “Nespelem” e “Methow”, Tribos Confederadas da Reserva de Colville.

## Extinção
Colville-Okanagan está altamente ameaçada de extinção e raramente é aprendida como primeira língua ou segunda língua. Há cerca de 150 falantes de Colville-Okanagan Salish, a maioria dos quais vivem na Colúmbia Britânica. A linguagem é atualmente moribunda e não tem falantes fluentes com menos de 50 anos de idade. Colville-Okanagan é a segunda língua salishe mais falada após a língua shuswap.

## Revitalização
Em 2012, a CBC apresentou um documentário sobre um família que ensinava Nsyilxcen a suas crianças em casa.
Quatro organizações sem fins lucrativos que apóiam a aquisição de língua Colville-Okanagan e sua revitalização de são a Paul Creek Language Association em Keremeos, Columbia Britânica; o Centro de En'owkin em Penticton, também na Columbia Britânico; a Escola de Imersão de Whaterfalls, Washington, Estados Unidos, bem como a Escola Salishe de Spokane, também em Washington.

## Fonologia

### Consoantes
|               |             | Bilabial | Alveolar | Alveolar | Palatal | Velar | Velar  | Uvular | Uvular | Glotal |
| Central       | Lateral     | Bilabial | plana    | labial   | Palatal | plana | labial |        |        | Glotal |
| ------------- | ----------- | -------- | -------- | -------- | ------- | ----- | ------ | ------ | ------ | ------ |
| Nasal         | plana       | m        | n        |          |         |       |        |        |        |        |
| Nasal         | glotalizada | mˀ       | nˀ       |          |         |       |        |        |        |        |
| Oclusiva      | plana       | p        | t        |          | tʃ      | k     | kʷ     | q      | qʷ     | ʔ      |
| Oclusiva      | Ejetiva     | pʼ       | tʼ       |          | tʃʼ     | kʼ    | kʷʼ    | qʼ     | qʷʼ    |        |
| Fricativa     | Fricativa   |          | s        | ɬ        |         | x     | xʷ     | χ      | χʷ     | h      |
| Aproxi- mante | plana       |          |          | l        | j       |       | w      |        |        |        |
| Aproxi- mante | glotalizada |          |          | lˀ       | jˀ      |       | wˀ     |        |        |        |
| Vibrante      | plana       |          | r        |          |         |       |        |        |        |        |
| Vibrante      | glotalizada |          | rˀ       |          |         |       |        |        |        |        |

### Vogais
As vogais são: [i], [a], [u], [ə], and [o]. O [ə] É a única variante não tônica entre as vogais completas em Okanagan enquanto a vogal [o] só existe em palavras de origem estrangeira. A tonicidade só existe nas vogais completas [i], [a], e [u].

## Ortografia
| Letra | nome Letra | IPA   | Pron. base inglês                                              | Ex.Okaganan                            |
| ----- | ---------- | ----- | -------------------------------------------------------------- | -------------------------------------- |
| a     | a          | /a/   | conf. father                                                   | anwí (é você)                          |
| c     | ci         | /t͡ʃ/  | conf. church                                                   | cʕas (colisão)                         |
| c̓     | c̓a         | /t͡ʃʼ/ | conf. cats                                                     | c̓ałt (frio)                            |
| ə     | ə          | /ə/   | conf. elephant                                                 | əcxʷuy (vai)                           |
| h     | ha         | /h/   | conf. happy                                                    | hiw̓t (rato)                            |
| i     | is         | /i/   | conf. see                                                      | ixíʔ (que/então)                       |
| k     | kut        | /k/   | conf. kite                                                     | kilx (mão)                             |
| k̓     | k̓it        | /kʼ/  | como um k forte                                                | k̓ast (mau)                             |
| kʷ    | kʷup       | /kʷ/  | conf. queen                                                    | kʷint (tomar)                          |
| k̓ʷ    | k̓ʷap       | /kʷʼ/ | como um kʷ forte                                               | k̓ʷck̓ʷact (forte)                       |
| l     | li         | /l/   | conf. love                                                     | limt (feliz)                           |
| l̓     | əl̓         | /lˀ/  | como um l curto                                                | sl̓ax̌t (amigo)                          |
| ł     | łu         | /ɬ/   | com um l' 'succionado                                          | łt̓ap (saltar/pular)                    |
| ƛ̓     | ƛ̓i         | /t͡ɬʼ/ | como um clique tl (lado da boca)                               | ƛ̓lap (parar)                           |
| m     | mi         | /m/   | conf. mom                                                      | mahúyaʔ (guaxinim)                     |
| m̓     | əm̓         | /mˀ/  | como um m curto                                                | stim̓ (o que)                           |
| n     | nu         | /n/   | conf. no                                                       | naqs (um)                              |
| n̓     | ən̓         | /nˀ/  | conf. n curto                                                  | n̓in̓wiʔs (mais tarde)                   |
| p     | pi         | /p/   | conf. pop                                                      | pn̓kin̓ (quando)                         |
| p̓     | p̓a         | /pʼ/  | conf. estourado p                                              | p̓um (marrom)                           |
| q     | qi         | /q/   | conf. k no fundo da garganta                                   | qáqnaʔ (vovó)                          |
| q̓     | q̓u         | /qʼ/  | conf. q forte                                                  | q̓aʔxán (sapato)                        |
| qʷ    | qʷa        | /qʷ/  | conf. q com lábios arredondados                                | qʷacqn (chapéu)                        |
| q̓ʷ    | q̓ʷʕay      | /qʷʼ/ | conf. q forte com lábios arredondados                          | q̓ʷmqin (chifre)                        |
| r     | ri         | /r/   | co                                                             | yirncút (arredondar)                   |
| s     | sas        | /s/   | conf. sister                                                   | síyaʔ (saskatoon/sarvis/baga de junho) |
| t     | ti         | /t/   | conf. top                                                      | tum̓ (mãe)                              |
| t̓     | t̓a         | /tʼ/  | conf. t forte                                                  | t̓ínaʔ (ouvido)                         |
| u     | u          | /u/   | conf. soon                                                     | uł (e)                                 |
| w     | wa         | /w/   | conf. walk                                                     | wikn (eu vi)                           |
| w̓     | əw̓s        | /wˀ/  | conf. w curto                                                  | sw̓aw̓ásaʔ (titia)                       |
| x     | xu         | /x/   | conf. h suave no fundo da garganta                             | xixəw̓tm (menina)                       |
| x̌     | x̌a         | /χ/   | conf. l h gutural no fundo da garganta                         | x̌ast (bom)                             |
| xʷ    | xʷi        | /xʷ/  | conf.n h fundo da garganta com lábios arredondados             | xʷuy (ir)                              |
| x̌ʷ    | x̌ʷay       | /χʷ/  | conf. h' 'gutural no fundo da garganta com lábios arredondados | x̌ʷus (espuma)                          |
| y     | yi         | /j/   | conf. yellow                                                   | yus (escuro/púrpura)                   |
| y̓     | y̓u         | /jˀ/  | conf. y curto                                                  | c̓sy̓aqn (cabeça)                        |
| ʕ     | ʕay        | /ʕ/   | conf. a curto no fundo da garganta                             | ʕaymt (raivoso)                        |
| ʕ̓     | ʕ̓aw        | /ʕˀ/  | conf.ʕ curto                                                   | ʕ̓ac̓nt (olhar)                          |
| ʕʷ    | ?          | /ʕʷ/  | conf. ownasalizado no fundo da garganta                        | kaʕʷm (orar)                           |
| ʔ     | ʔət        | /ʔ/   | uma parada de respiração no fundo da garganta conf. uh-oh      | ʔaʔúsaʔ (ovo)                          |

## Morfologia
A morfologia de Okanagan é bastante complexa. É uma linguagem que marca as palavras principais da frase (base) e que se baseia principalmente na informação gramatical que está sendo colocada diretamente no predicado por meio de afixos e clíticos. A combinação de sufixos derivatórios e flexionais e prefixos que são adicionados às palavras base fazem para uma linguagem compacta.

### Marcadores pessoais
Okanagan demonstra grande flexibilidade ao lidar com pessoas gramaticais, número e gênero. A linguagem codifica a pessoa através de uma série de prefixos e sufixos, e usa seu sistema numérico em conjunto com pronominais pluralizados para comunicar o número de “atores” dentro de uma frase. Por exemplo:
tkaˀkaˀɬis
k- kaˀ- kaˀɬis
classifica número plural.reduplicado três
"Há três pessoas"
Neste exemplo, a classificação / k / designa que a palavra contém um classificador numérico.
Além disso, Okanagan depende fortemente do uso de sufixos para designar gênero. Okanagan lida com o gênero de forma muito semelhante, ligando tanto o determinante quanto o "homem" à sentença, o gênero de um objeto ou sujeito também pode ser comunicado:
wikən iˀ sqəltmixw
wik- -ən iˀ sqəltmixw
vi 1sg det homem
"Eu vi o homem"
Neste exemplo (sqəltmix w), há uma combinação de marcador 2.ª pessoa singular com 'esposa'. Ela é codificada no significado da palavra através da inclusão do sufixo de gênero no final da frase.
Os marcadores de pessoa no Okanagan são anexados a verbos, substantivos ou adjetivos. O marcador utilizado dependendo da transitividade dos verbos e outras condições. O marcador da pessoa usado depende muito do caso que está sendo usado na sentença.

### Caso absolutivo
Os marcadores absolutivos dentro de Okanagan só podem ser usados se o predicado da sentença for intransitivo.
Por exemplo, [Kən c'k-am] (I contar) é perfeitamente viável em Okanagan, mas * [Kən c'k-ən-t] * (eu conto) não é porque o verbo 'contar' é transitivo. Os marcadores de pessoa nunca ocorrem sem um verbo intransitivo.
| Marcador pessoa | Singular | Plural    |
| --------------- | -------- | --------- |
| 1.ª             | kən      | kwu       |
| 2.ª             | kw       | p         |
| 3.ª             | null     | (...-əlx) |

### Caso possessivo
Os possessivos simples dentro de Okanagan são predominantly um resultado do prefixação e do circunfixação num verbo. No entanto, Okanagan usa possessivos simples como formas de aspecto mesmo nos verbos de formas muito complexas. Esta prática é predominantemente vista em línguas salish do interior do sul.
Raiz: kilx 'mão'
| Possessivo | Uso                      | Proceso morfológico | Tradução             |
| ---------- | ------------------------ | ------------------- | -------------------- |
| 1.ª SG     | in-kilx                  | prefixo             | minha-mão            |
| 2.ª SG     | an-kilx                  | prefixo             | tua-mão              |
| 3.ª SG     | iʔ circunfixo kilxəs     | circunfixo          | suamão               |
| 1.ª PL     | i? circunfixo kilxəət    | circunfixo          | nossa mão            |
| 2.ª PL     | iʔ circunfixo kilxə mp   | circunfixo          | vossa (de vocês) mão |
| 3.ª PL     | iʔ circunfixo kilxə səlx | circunfixo          | sua (deles) mão      |

Onde a prefixação ocorre com -in / an na 1.ª e 2.ª pessoa do singular, / n / pode sofrer a exclusão como abaixo:
isxʷuytn in-s-xʷuy-tan
1sg poss-nom -go- inst
"elas são minha trilhas"
akɬtkɬmilxʷ
an- kɬ- tkɬmilxʷ
2sg poss-ser-mulher
"ela será tua mulher"
anik'mən an-nik'mən
2sg poss-faca
"tua faca"

### Caso ergativo
No caso dos verbos, a morfologia de Okanagan trata da transitividade de várias maneiras. O primeiro é um conjunto de regras para verbos que só têm um único objeto direto, verbos transitivos. Para o caso ergativo há duas variantes de marcadores de pessoa um acentuado e um não acentuado (som).
|        | acentuado | não acentuado |
| ------ | --------- | ------------- |
| 1.ª SG | -ín       | -n            |
| 2.ª SG | -íxw      | -xw           |
| 3.ª SG | -ís       | -s            |
| 1.ª PL | -ím       | -m            |
| 2.ª PL | -ip       | -p            |
| 3.ª PL | -ísəlx    | -səlx         |

A raiz: c'k-ən-t equivale ao verbo transitivo 'contar.'
|           | Uso            | Tradução                |
| --------- | -------------- | ----------------------- |
| 1.ª st SG | c'k-ən-t-ín    | eu conto aquilo         |
| 2.ª SG    | c'k-ən-t-íxw   | tu contas aquilo        |
| 3.ª SG    | c'k-ən-t-ís    | ele/ela conta aquilo    |
| 1.ª PL    | c'k-ən-t-ím    | nós contamos aquilo     |
| 2.ª PL    | c'k-ən-t-íp    | você contam aquilo      |
| 3.ª PL    | c'k-ən-t-ísəlx | eles/elas contam aquilo |

### Caso acusativo
Existem dois conjuntos de afixos verbais cada um contendo dois membros que ditam a composição de um verbo. O primeiro conjunto é composto pelos afixos -nt- e -ɬt-. O segundo conjunto é composto por -st- e x (i) t onde 'i' é uma vogal tônica.
A principal diferença entre dois conjuntos é como eles incorporam afixos para permanecer gramaticalmente corretos. No caso do grupo -nt-, -tt, todas as partículas e sufixos que se juntam à raiz e ao sufixo do verbo serão idênticos para ambos. O afixo -nt- se conecta à raiz de um verbo transitivo via sufixação. O sufixo -nt- só pode fazer referência a duas pessoas: um ator e um objeto primário.
Há uma série de complementos disponíveis para Okanagan para esclarecer seus predicados entre estes estão complementos de posição, que apenas indicam o lugar de um predicado.
Além dos complementos posicionais, há uma variedade de complementos marcados, complementos usados em Okanagan que expressam mais significados através de uma série de partículas
q'y'-ənt-in (eu escrevo algo)
O afixo -ɬt- é a contrapartida biitransitiva de -nt- e funciona no mesmo modo. A diferença entre os dois é que se referem a três pessoas: um ator, e dois outros atores ou objetivos. Além disso, -ɬt- é diferenciado de seu primo bitransitivo -x (i) t porque não requer um clítico para ser uma parte do verbo.
Em contraste com este grupo, -st- e -x (i) t operam por regras exclusivas. O afixo -st-, bem como sua contrapartida, devem ser adicionadom a uma raiz de verbo por meio de sufixação. Também é transitivo, e se refere a um ator e um objetivo primário, mas implica numa referência a uma terceira pessoa, ou um objeto secundário sem declará-lo explicitamente.
q'y'-əst-in. (eu escrevo isso para mim)
O -x (i) afixo bitransitivo compartilha todas as características de -ɬt- com a única exceção de que ele requer um clítico para ser anexado à frente da raiz do verbo. A razão para o clítico em Okanagan é adicionar ênfase ou foco sobre o segundo objeto, enquanto-t - não faz distinção.

## Predicados and argumentos
Cada frase Okanagan pode ser dividida em duas partes: predicados flexionados que são necessários para cada sentença, e argumentos opcionais. Okanagan permite um máximo de dois argumentos por construção de sentença. Estes são marcados por marcadores pronominais no predicado. Cada argumento é introduzido na sentença através de um determinante inicial; A única exceção aos determinantes iniciais é no caso de nomes próprios que não necessitam de determinantes para introduzi-los. Os predicados podem ser de qualquer categoria léxica. Pode haver argumentos adicionais adicionados a uma frase em Okanagan via complementaress. Okanagan é a única entre as línguas Salishes com inclusão desses complementares.

### Oblíquos
Okanagan tem um marcador oblíquo que serve adaptar-se a várias funções diferentes dependendo do contexto em que é usado. O marcador oblíquo "t" pode ser usado para marcar o objeto de um verbo intransitivo, como no caso abaixo.
kən ˀiɬən t sɬiqw
I como obl carne
I comi (um pouco de) carne
't' também pode marcar o agente em uma construção passiva, e pode ser usado para marcar o agente ergativo de verbos transitivos. Finalmente, o oblíquo 't' pode ser usado para marcar funções incluindo tempo e instrumento:
kən txam t sx̌əx̌c'iˀ
I penteei obl pau
"Eu penteei meu cabelo com um pau"
't' também pode coincidir com o determinante 'iʔ' no caso de instrumentos e agentes passivos:
tʕapəntís [iʔ [t swlwlmínk]].
disparar-DIR-3SG.ERG DET OBL arma eu disparei (nele) com a arma.
Mike cúmqs-nt-m [iʔ [t tkɬmílxʷ]].
Mike beijo-DIR-PASS DET OBL mulher
Mike foi beijado pela mulher

### Complementos
Há uma série de complementos disponíveis para Okanagan para esclarecer seus predicados entre estes são complementos de posição, que apenas indicam o lugar de um predicado.
Além dos complementos posicionais, há uma variedade de complementos marcados, complementos usados em Okanagan que expressam mais significado através de uma série de partículas.
O primeiro dos complementos marcados é o prefixo / yi /. Para a maior parte, / yi / é um complemento opcional que é usado em casos definidos, com exceção dos casos em que um substantivo próprio é usado. Nesses casos, o prefixo / yi / não é permitido. Quando / yi / é usado refere-se a um referente definido.
wikən yiˀ sqilx
" Eu vi as/aquelas pessoas."
Os complementos seqüenciais são compostos das partículas / ɬ / e / ɬa /. / Ɬa / transmite a sequência temporal enquanto / ɬ / representa um elemento subordinado.
wajˀ x̌ast  ɬ k[w] cxwujˀ
"é bom que você venha."
wajˀ x̌ast  ɬa kw cxwujˀ
"vai ser bom depois que você vier"
Okanagan também contém um número de complementos de localização que se referem a quando ou onde algo aconteceu. É um ponto de referência. As partículas / l / e a variante / lə / são usadas para amarrar um predicado a uma hora ou lugar.
Xwujˀ lə sənkwəkw əˀac.
"Ele veio na noite"
Os complementos ablativos Okanagan vêm na forma da partícula / tl / Junto com os complementos direcionais, / k'/ e / k'l /, falantes Okanagan podem indicar movimento. O complemento ablativo / tl / serve apenas para indicar "afastando-se". Por exemplo, na frase abaixo, o ablativo é "de (através do oceano)".
Kw s-cu-txx tl sk'wətikənx
"Você estava dizendo que ele é de Seattle?"
As duas partículas do complemento direcional representam ambas direções: em direção a algo ou em direção a um local específico. / K / significa movimento em direção a algo:
K' incitxw
"para minha casa" (não “na direção dela”)
A partícula / k'l / modifica esta frase para que ela especifique a casa como o local para o qual o sujeito deve se mover.K'əl incitxw
"para minha casa" (para lá usar)

## Classificação
Os verbos podem reagir de várias maneiras quando um sufixo é anexado à raiz da palavra. Abaixo estão algumas maneiras pelas quais as raízes intransitivas são modificadas.
-t pode indicar uma característica natural da raiz c'ik' "queimando"
c'ik't "queimado"
-lx Indica que o sujeito está envolvido em uma atividade qiclx "corre"
-ils expressa estado de espírito.
nk'wpils "solitário"
-p expressa falta de controle de um sujeito kmap "escurecendo (céu)"
Transitivos:
-n Envolve a ação sobre um objeto por um sujeito
Kwu caʔntis "ele me atingiu"
-s envolvem ação ou estado resultante de uma atividade.
kwu cˀaistixw
- Sut indica quando a ação de um sujeito é dirigida para si mesma.
tarqnsut "chutar-se"
raízes transitivas sem marcação de pessoa indicam imperativos nlk'ipnt "abra isso"
intransitivos podem expressar um imperativo com o sufixo –x:
xwuy "vá"

## Espaço, tempo, modo
O sistema Okanagan depende fortemente de seus afixos para demonstrar tempo, espaço e tempo. Abaixo são demonstrados vários afixos que se ligam às raízes para codificar o significado.
Dos dois exemplos a seguir, eles só são possíveis no paradigma -n transitivo.
ks- Ação não realizada
ˁikstxt'am
" Eu vou cuidar dele "
səc- passado perfeito
ˁi-səc-txt'-am
" Eu estive cuidando dele."
Os exemplos a seguir são para intransitivos.
-k não realizado: expressa um futuro intencional. (eu estou querendo…)
Kn q[w]əl' – t
" estou ansioso"
-aʔx Continuativo: Ação o estado atual
```
Kn scputaʔx
"estou celebrando"
```

### Prefixos direcionais
ɬ- Moviemento para trás
c- Movimento direcionado a quem fala
kɬ- sob, em baixo

### Marcação preposicional para objetos oblíquos
tl' de onde, fonte.
k'l para, em, objetivo, recipiente, dativo.
k' para, benefativo.
L em, locativo.
nˁəɬ com, comitativo.
ˁit com, por meio de, instrumental

### Textos de aprendizado
- Peterson, Wiley, and Parkin. (2004). Nsəlxcin 1: A Beginning Course in Colville-Okanagan Salish. The Paul Creek Language Association.
- Peterson and Parkin. (2005). Captíkʷł 1: Nsəlxcin Stories for Beginners. The Paul Creek Language Association.
- Peterson and Parkin. (2007). Nsəlxcin 2: An Intermediate Course in Okanagan Salish. The Paul Creek Language Association.
- Peterson and Parkin. (2007). Captíkʷł 2: More Nsəlxcin Stories for Beginners. The Paul Creek Language Association.
- Peterson and Parkin. (In Press). Nsəlxcin 3. The Paul Creek Language Association.
- Peterson and Parkin. (In Press). Captíkʷł 3. The Paul Creek Language Association.
- Manuel, Herbert, and Anthony Mattina. (1983). Okanagan Pronunciation Primer. University of Montana Linguistics Laboratory.

### Narrativas, canções, dicionários, listas de palavras
- Doak, Ivy G. (1983). The 1908 Okanagan Word Lists of James Teit. Missoula, Montana: Dept. of Anthropology, University of Montana, 1983.
- Mattina, Anthony and Madeline DeSautel. (2002). Dora Noyes DeSautel łaʔ kłcaptikʷł: Okanagan Salish Narratives. University of Montana Occasional Papers in Linguistics 15.
- Seymour, Peter, Madeline DeSautel, and Anthony Mattina. (1985). The Golden Woman: The Colville Narrative of Peter J. Seymour. Tucson: University of Arizona Press.
- Seymour, Peter, Madeline DeSautel, and Anthony Mattina. (1974). The Narrative of Peter J. Seymour Blue Jay and His Brother-In-Law Wolf.
- Lindley, Lottie & John Lyon. (2012). 12 Upper Nicola Okanagan Texts. ICSNL 47, UBCWPL vol. 32, Vancouver BC.
- Lindley, Lottie & John Lyon. (2013). 12 More Upper Nicola Okanagan Narratives. ICSNL 48, UBCWPL vol. 35, Vancouver BC.
- Mattina, Anthony. Colville-Okanagan Dictionary. Missoula, Mont: Dept. of Anthropology, University of Montana, 1987.
- Pierre, Larry and Martin Louie. (1973). Classified Word List for the Okanagan Language. MS, Penticton, B.C.
- Purl, Douglas. (1974). The Narrative of Peter J. Seymour: Blue Jay and Wolf. ICSL 9, Vancouver, B.C.
- Someday, James B. (1980). Colville Indian Language Dictionary. Ed.D. dissertation, University of North Dakota, Grand Forks. DAI 41A:1048.
- Peterson and Parkin n̓səl̓xcin iʔ‿sn̓kʷnim: Songs for Beginners in Okanagan Salish. The Paul Creek Language Association.
- Peterson and Parkin n̓səl̓xcin iʔ‿sn̓kʷnim 2: More Songs for Beginners in Okanagan Salish. The Paul Creek Language Association.
- Peterson and Parkin. n̓səl̓xcin iʔ‿sn̓kʷnim 3: Even More Songs for Beginners in Colville-Okanagan.  The Paul Creek Language Association.

### Aspectos linguísticos
- Arrowsmith, Gary L. (1968). Colville Phonemics. M.A. thesis, University of Washington, Seattle.
- Baptiste, M. (2002). Wh-Questions in Okanagan Salish. M.A. thesis, University of British Columbia, Vancouver, B.C.
- Barthmaier, Paul. (2004). Intonation Units in Okanagan. Pp. 30–42 of Gerdts and Matthewson (eds.) 2004.
- Barthmaier, Paul. (2002). Transitivity and Lexical Suffixes in Okanagan. Papers for ICSNL 37 (Gillon, C., N. Sawai, and R. Wojdak, eds.). UBCWPL 9:1–17.
- Charlie, William M., Clara Jack, and Anthony Mattina. (1988). William Charlie's "Two-Headed Person": Preliminary Notes on Colville-Okanagan Oratory. ICSNL 23(s.p.), Eugene, Oregon.
- Dilts, Philip. (2006). An Analysis of the Okanagan "Middle" Marker -M. Papers for ICSNL 41 (Kiyota, M., J. Thompson, and N. Yamane-Tanaka, eds.). UBCWPL 11:77–98.
- Doak, Ivy G. (1981). A Note on Plural Suppletion in Colville Okanagan. Pp. 143–147 of (Anthony) Mattina and Montler (eds.) 1981.
- Doak, Ivy G. (2004). [Review of Dora Noyes DeSautel ła' kłcaptíkwł ([Anthony] Mattina and DeSautel [eds.] 2002.] AL 46:220–222.
- Doak, Ivy and Anthony Mattina. (1997). Okanagan -lx, Coeur d'Alene -lš, and Cognate Forms. IJAL 63:334–361.
- Fleisher, Mark S. (1979). A Note on Schuhmacher's Inference of wahú' in Colville Salish. IJAL 45:279–280.
- Galloway, Brent D. (1991). [Review of Colville-Okanagan Dictionary ([Anthony] Mattina 1987).] IJAL 57:402–405.
- Harrington, John P. (1942). Lummi and Nespelem Fieldnotes. Microfilm reel No. 015, remaining data as per Harrington 1910.
- Hébert, Yvonne M. (1978). Sandhi in a Salishan Language: Okanagan. ICSL 13:26–56, Victoria, B.C.
- Hébert, Yvonne M. (1979). A Note on Aspect in (Nicola Lake) Okanagan. ICSL 14:173–209, Bellingham, Washington.
- Hébert, Yvonne M. (1982a). Transitivity in (Nicola Lake) Okanagan. Ph.D. dissertation, University of British Columbia, Vancouver, B.C. DAI 43A:3896.
- Hébert, Yvonne M. (1982b). Aspect and Transitivity in (Nicola Lake) Okanagan. Syntax and Semantics 15:195–215.
- Hébert, Yvonne M. (1983). Noun and Verb in a Salishan Language. KWPL 8:31–81.
- Hill-Tout, Charles. (1911). Report on the Ethnology of the Okanák.ēn of British Columbia, an Interior Division of the Salish Stock. JAIGBI 41:130–161. London.
- Kennedy, Dorothy I. D. and Randall T. [Randy] Bouchard. (1998). ‘Northern Okanagan, Lakes, and Colville.' Pp. 238–252 of Walker, Jr. (vol. ed.) 1998.
- Kinkade, M. Dale. (1967). On the Identification of the Methows (Salish). IJAL 33:193–197.
- Kinkade, M. Dale. (1987). [Review of The Golden Woman: The Colville Narrative of Peter J. Seymour (Mattina 1985).] Western Folklore 46:213–214.
- Kroeber, Karl, and Eric P. Hamp. (1989). [Review of The Golden Woman: The Colville Narrative of Peter J. Seymour (Mattina, ed.).] IJAL 55:94–97.
- Krueger, John R. (1967). Miscellanea Selica V: English-Salish Index and Finder List. AL 9(2):12–25.
- Lyon, John (2013). Predication and Equation in Okanagan Salish: The Syntax and Semantics of DPs and Non-verbal Predication University of British Columbia, PhD Dissertation. (http://hdl.handle.net/2429/45684)
- Lyon, John. (2013). Oblique Marked Relatives in Southern Interior Salish: Implications for the Movement Analysis. Canadian Journal of Linguistics 58:2. pp 349–382.
- Mattina, Anthony and Clara Jack. (1982). Okanagan Communication and Language. ICSNL 17:269–294, Portland, Oregon.
- Mattina, Anthony and Clara Jack. (1986). Okanagan-Colville Kinship Terms. ICSNL 21:339–346, Seattle, Washington. [Published as Mattina and Jack 1992.]
- Mattina, Anthony and Nancy J. Mattina (1995). Okanagan ks- and -kł. ICSNL 30, Victoria, B.C.
- Mattina, Anthony and Sarah Peterson. (1997). Diminutives in Colville-Okanagan. ICSNL 32:317–324, Port Angeles, Washington.
- Mattina, Anthony and Allan Taylor. (1984). The Salish Vocabularies of David Thompson. IJAL 50:48–83.
- Mattina, Nancy J. (1993). Some Lexical Properties of Colville-Okanagan Ditransitives. ICSNL 28:265–284, Seattle, Washington.
- Mattina, Nancy J. (1994a). Roots, Bases, and Stems in Colville-Okanagan. ICSNL 29, Pablo, Montana.
- Mattina, Nancy J. (1994b). Argument Structure of Nouns, Nominalizations, and Denominals in Okanagan Salish. Paper presented at the 2nd Annual University of Victoria Salish Morphosyntax Workshop, Victoria, B.C.
- Mattina, Nancy J. (1994c). Notes on Word Order in Colville-Okanagan Salish. NWLC 10:93–102. Burnaby, B.C.: Simon Fraser University.
- Mattina, Nancy J. (1996a). Aspect and Category in Okanagan Word Formation. Ottawa: National Library of Canada = Bibliothèque nationale du Canada, 1997. ISBN 0-612-17011-X
- Mattina, Nancy J. (1996b). Anticausatives in Okanagan. Paper presented at the 4th Annual University of Victoria Salish Morphosyntax Conference, Victoria, B.C.
- Mattina, Nancy J. (1999a). Future in Colville-Okanagan Salish. ICSNL 34:215–230, Kamloops, B.C. [Note also (Nancy) Mattina 1999c.]
- Mattina, Nancy J. (1999b). Toward a History of the Inflectional Future in Colville-Okanagan Salish. University of California Santa Barbara Occasional Papers in Linguistics 17:27–42. Santa Barbara: University of California Santa Barbara.
- Mattina, Nancy J. (2004). smiyáw sucnmínctәxw: Coyote Proposes. Pp. 289–299 of Gerdts and Matthewson (eds.) 2004.
- O'Brien, Michael. (1967). A Phonology of Methow. ICSL 2, Seattle, Washington.
- Pattison, Lois C. (1978). Douglas Lake Okanagan: Phonology and Morphology. M.A. thesis, University of British Columbia.
- Petersen, Janet E. (1980). Colville Lexical Suffixes and Comparative Notes. MS.
- Ray, Verne F. (1932). The Sanpoil and Nespelem: Salish Peoples of Northwestern Washington. UWPA 5. Seattle.
- Schuhmacher, W. W. (1977). The Colville Name for Hawaii. IJAL 43:65–66.
- Spier, Leslie. (1938). The Sinkaietk or Southern Okanagan of Washington. General Series in Anthropology, no. 6. Menasha, Wisconsin: George Banta Publishing.
- Turner, Nancy J., Randy Bouchard, and Dorothy D. Kennedy. (1980). Ethnobotany of the Okanagan-Colville Indians of British Columbia and Washington. Occasional Paper Series 21. Victoria: British Columbia Provincial Museum.
- Vogt, Hans. (1940). Salishan Studies. Comparative Notes on Kalispel, Spokane, Colville and Coeur d'Alene. Oslo: Skrifter utgitt av Det Norske Videnskaps-Akademi i Oslo, II, Hist.-filos. Klasse, No. 2, Jacob Dybwad.
- Watkins, Donald. (1972). A Description of the Phonemes and Position Classes in the Morphology of Head of the Lake Okanagan. Ph.D. dissertation, University of Alberta, Edmonton.
- Watkins, Donald. (1974). A Boas original. IJAL 40:29–43.
- Young, Philip. (1971). A Phonology of Okanogan. M.A. thesis, University of Kansas.